# Atriplex vallenarensis
El cachiyuyo o Atriplex vallenarensis es una especie botánica de arbusto perennifolio dentro de la familia de las Amaranthaceae. Es originaria de Chile.

## Descripción
Es un arbusto que alcanza un tamaño de hasta 70 cm de altura. Su distribución está centrada en el suroeste de la ciudad de Vallenar, donde crece en las praderas y planicies. Su hábitat está afectado por los caminos mineros y por la sobreexplotación del ganado caprino. Florece en la primavera.

## Taxonomía
Atriplex vallenarensis fue descrita por  Marcelo R.Rosas y publicado en Gayana, Botánica 46: 54. 1989.
Etimología
Atriplex: nombre genérico latino con el que se conoce a la planta.
vallenarensis: epíteto geográfico que alude a su localización en Vallenar.